# Ziguinchor
|  | Aquest article tracta sobre la ciutat del Senegal. Si cerqueu la regió del Senegal, vegeu «regió de Ziguinchor». |

Ziguinchor també anomenada Zinguinchor és la capital de la regió de Ziguinchor, i la principal ciutat de la zona de Casamance, al Senegal, a la desembocadura del riu Casamance. Té una població de més de 230.000 persones (estimació del 2007). És la segona ciutat més gran del Senegal, però en gran part separada de la zona nord del país per Gàmbia.
A Ziguinchor hi ha l'École française François-Rabelais, una escola francesa internacional cobrint des de l'etapa preescolar fins al collège.

## Història
Com a capital de Casamance, Ziguinchor ha estat al centre del llarg conflicte de tres dècades amb el Dakar, que ha esclatat en una guerra civil oberta en més d'una ocasió. Amb una població amb una majoria de Diola i Christian, els efectes d'una gran migració dels wolof musulmans que fugien de la sequera al nord durant la dècada de 1970 va provocar tensions. El 1983 durant unes protestes contra la pujada dels preus de mercat a Ziguinchor va ser reprimida violentament per les forces armades del Senegal, i sorgí un moviment insurgent anomenat Moviment de les Forces Democràtiques de Casamance (MFDC), destruint amb eficàcia l'economia de la regió. Els acords de pau del 2004, signats a Ziguinchor, suposaren una esperançadora fi de la violència, però el 2006, els enfrontaments esporàdics per una escissió del MFDC que col·locaren mines terrestres que esclataren a les zones rurals properes.

## Geografia
Ziguinchor segueix depenent econòmicament del seu paper com un port de càrrega, centre logístic i embarcament de ferris. La carretera "Nationale 4" creua el riu Casamance, a l'est de la ciutat, que uneix la regió amb Bignona a uns 25 km al nord, i (a través de Gàmbia), la resta del Senegal. La ciutat té un clima tropical sec, amb una mitjana de precipitació anual acumulada de 1.547mm.
El MV Joola, enfonsat el 2002, unia Ziguinchor amb Dakar. La pèrdua del transbordador (no substituït fins al 2005), segà l'enllaç principal entre Casamance i la resta del país. El nou ferri, que va començar a operar regularment el 2007, rep el nom de màrtir anti-colonial local Aline Sitoe Diatta, i promet un impuls a l'economia local.
A la ciutat hi ha mercats, una catedral i un aeroport. Al febrer de 2007 s'inaugurà la nova Universitat de Ziguinchor va obrir a la ciutat. També hi ha una gran fàbrica d'oli de cacauet. Una destinació turística vibrant, les platges de la propera Cap Skirring van ser descoberts pels turistes estrangers en la dècada de 1960, i lloc esdevingué un dels primers complexos de Club Med. La regió de Ziguinchor és també coneguda pel cultiu de grans quantitats d'arròs, taronges, mango, plàtans, nous d'anacard, fruites tropicals i verdures, peix i gambes, gran part dels quals són processats localment i exportats de la ciutat, via el port i l'aeroport. Mauritania Airways vola dos cops a la setmana a Dakar i Nouakchott.
Una sèrie d'edificis a la ciutat han classificat per decret del govern d'històrica, com ara la catedral de Saint-Antoine de Pàdua, la Gran Mesquita Santhiaba, els edificis del cementiri i diversos edificis governamentals.

## Política
En les dècades que van seguir la independència, Ziguinchor va ser un bastió del Partit Socialista del Senegal (PS). Robert Sagna ministre en diversos dels governs del Partit Socialista, va ser també alcalde de Ziguinchor de 1984 a 2009. En l'inici de 2007 Sagna va abandonar el PS i va conduir la coalició Taku Défaraat Senegal, en un intent fallit presidencial. A les eleccions legislatives de 2001, un gran esforç per part del PDS governant del president Abdoulaye Wade, que encapçalen la coalició Sopi (sumat en 2008 per And-Jëf/Pads), va ser dirigit per Abdoulaye Baldé polític de Ziguinchor, exsecretari general de la Presidència. En les eleccions de 2001, el PDS guanyà un seient Ziguinchor a l'Assemblea Nacional, i es va mantenir de nou el 2007, que va provocar l'especulació que Sagna i els dies del seu partit que dominen la política local estaven comptats. Sagna, però, va guanyar un seient legislatiu en la representació proporcional en 2007, i va continuar en les dues oficines.